# Ga Boramae
Ga Boramae (Tiếng Hàn: 보라매역, Hanja: 보라매驛) là ga trung chuyển trên Tàu điện ngầm Seoul tuyến 7 và Tuyến đường sắt nhẹ Sillim nằm ở ranh giới Dongjak-gu, Seoul. Nó được đặt tên do một công viên trùng tên nằm gần đó. Tuy nhiên, công viên Boramae lại nằm gần Ga Sindaebang hơn.

## Lịch sử
- 1 tháng 8 năm 2000: Việc kinh doanh bắt đầu với việc khai trương Tàu điện ngầm Seoul tuyến 7
- 28 tháng 5 năm 2022: Trở thành ga trung chuyển với việc khai trương Tuyến đường sắt nhẹ Sillim

## Bố trí ga

### Tuyến số 7 (B2F)
| Sindaebangsamgeori ↑ |
| S/B N/B \|           |
| ↓ Sinpung            |

| Hướng Bắc | ● Tuyến 7 | ← Hướng đi Isu · Văn phòng Gangnam-gu · Sangbong · Jangam          |
| Hướng Nam | ● Tuyến 7 | → Hướng đi Daerim · Phức hợp kỹ thuật số Gasan · Onsu · Seongnam → |

### Tuyến Sillim (B3F)
| Cơ quan Quản lý Nhân lực Quân đội khu vực Seoul ↑ |
| \| N/B                                            |
| ↓ Công viên Boramae                               |

| Hướng Bắc | ● Tuyến Sillim | ← Hướng đi Cơ quan Quản lý Nhân lực Quân đội khu vực Seoul · Daebang · Saetgang     |
| Hướng Nam | ● Tuyến Sillim | → Hướng đi Bệnh viện Boramae · Seoul National University Venture Town · Gwanaksan → |

## Xung quanh nhà ga
| Lối ra \| 나가는 곳 \| Exit \| 出口 | Lối ra \| 나가는 곳 \| Exit \| 出口 |
| ----------------------------------- | --- |
| 1                                   | Trung tâm cộng đồng Sindaebang 2-dong Trung tâm An ninh Daebang Bưu điện Dongjak Bệnh viện Boramae Seoul |
| 2                                   | Công viên Boramae Trường trung học cơ sở Munchang Cục Khí tượng Sở cứu hỏa Dongjak Trung tâm thể thao cộng đồng Dongjak-gu Trung tâm hỗ trợ hoạt động thanh niên Seoul Trung tâm Trải nghiệm An toàn Boramae |
| 3                                   | Văn phòng thuế Dongjak Trường trung học cơ sở Daebang |
| 4                                   | Trường tiểu học Daegil |
| 5                                   | Singil 7-dong Khách sạn Hải quân Raemian Estium APT Boramae SK View |
| 6                                   | Cục quản lý nhân lực quân sự khu vực Seoul Bưu điện Singil-dong Trường tiểu học Daebang |
| 7                                   | Trường trung học cơ sở Gangnam Trường trung học cơ sở và trung học Seongnam |
| 8                                   | Trường tiểu học Daelim Trường trung học kỹ thuật Seoul |

## Hình ảnh

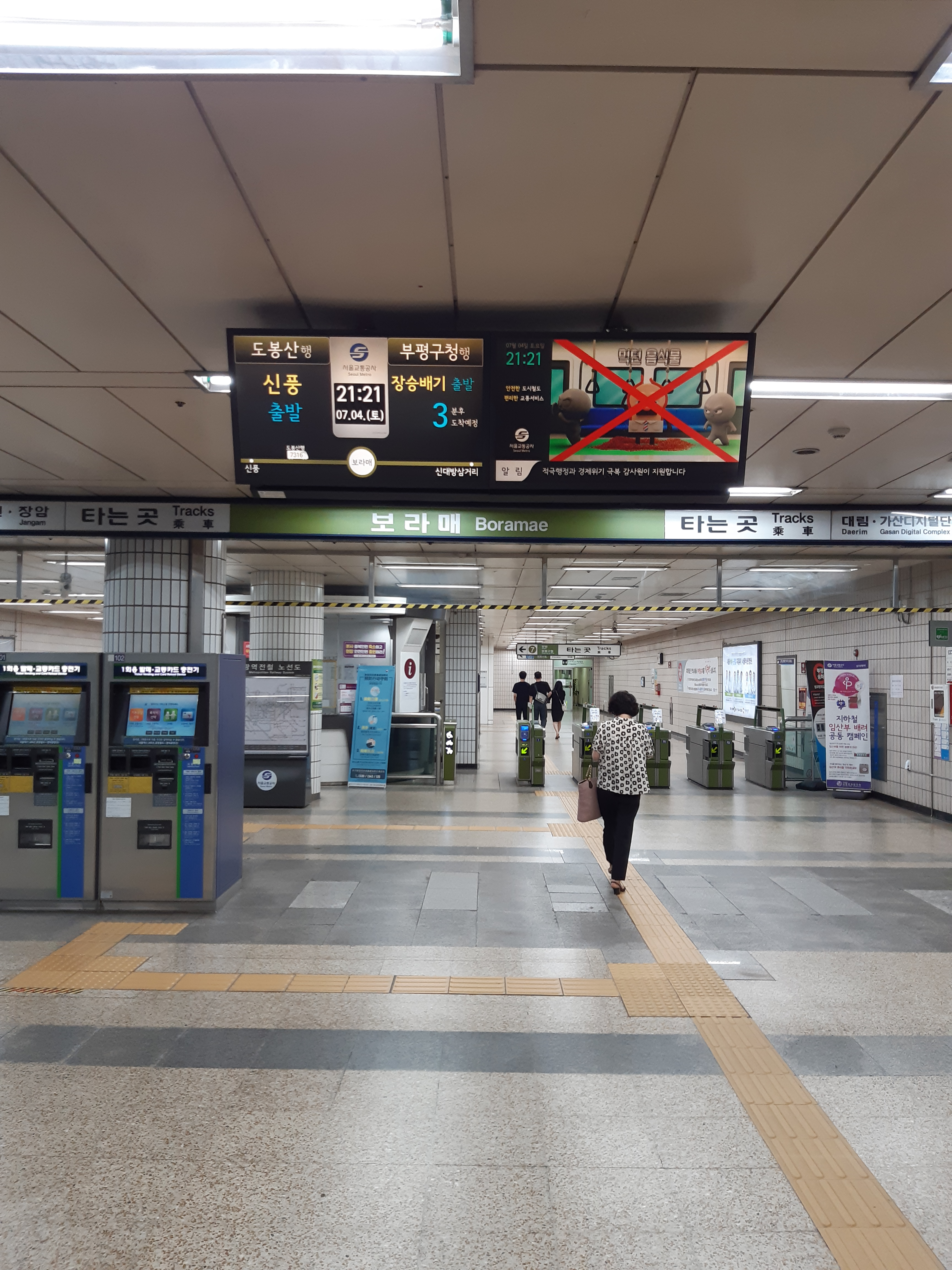
Cửa soát vé
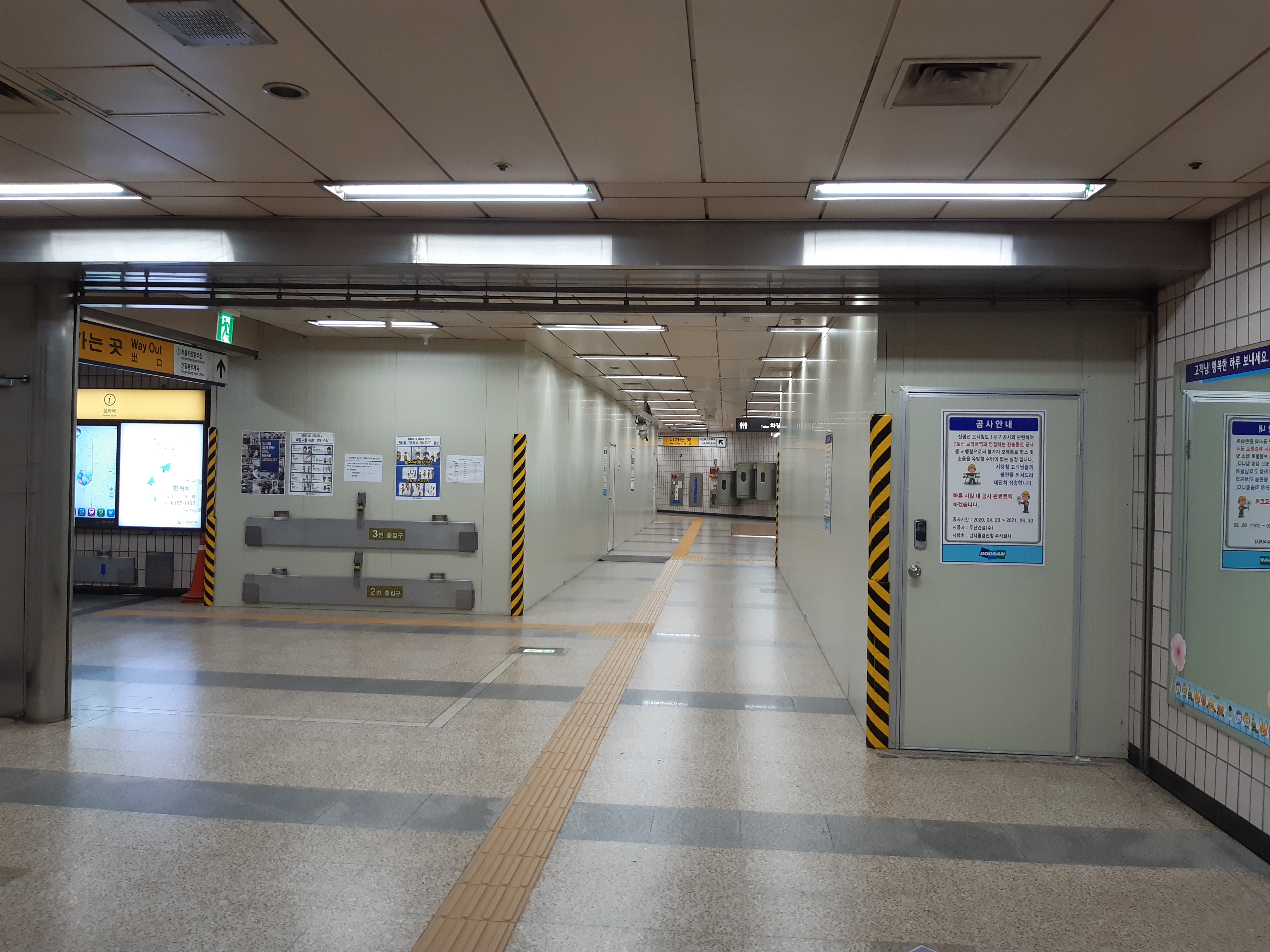
Hành lang trung chuyển đang xây dựng (Năm 2020)
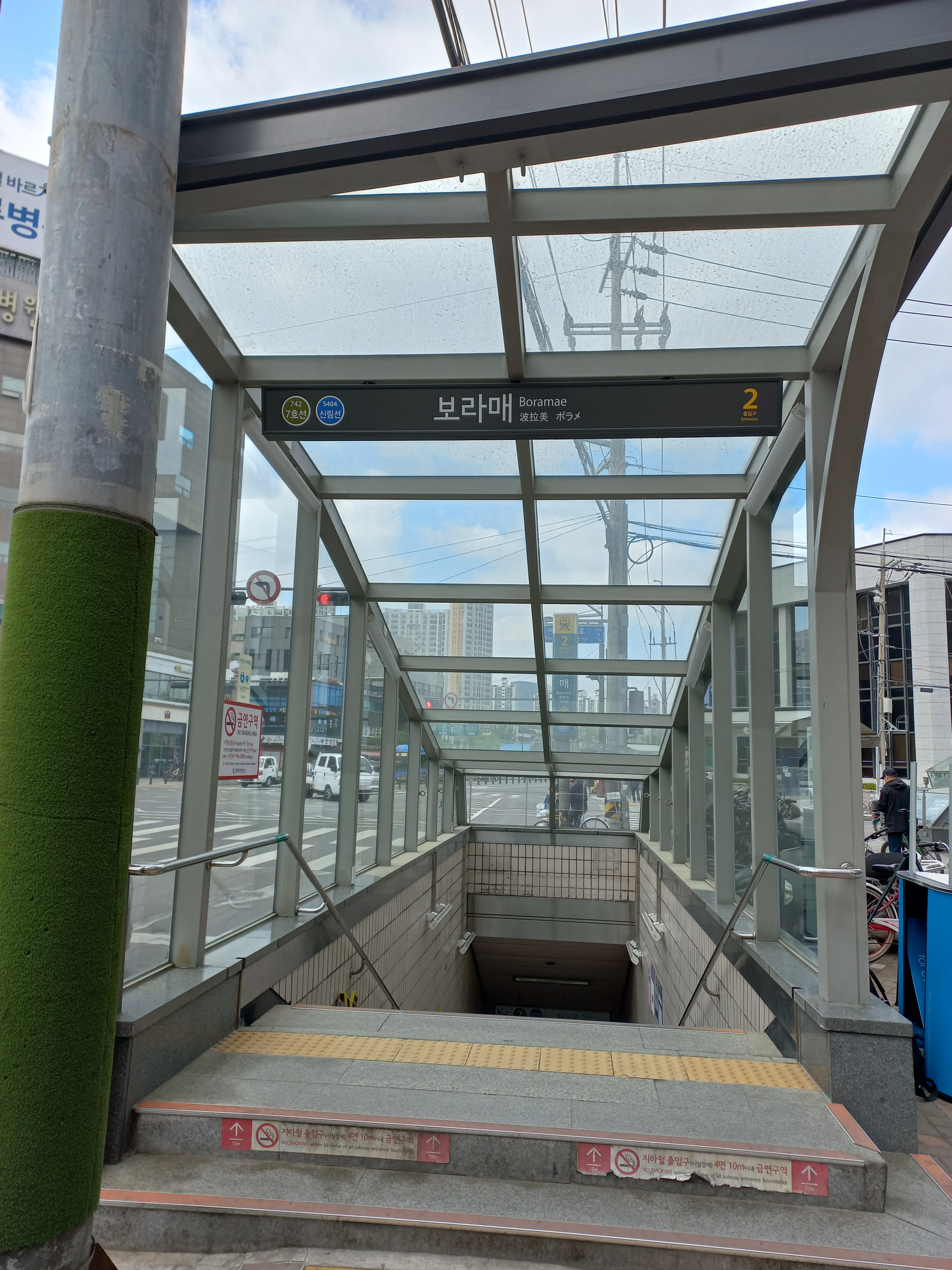
Lối ra 2
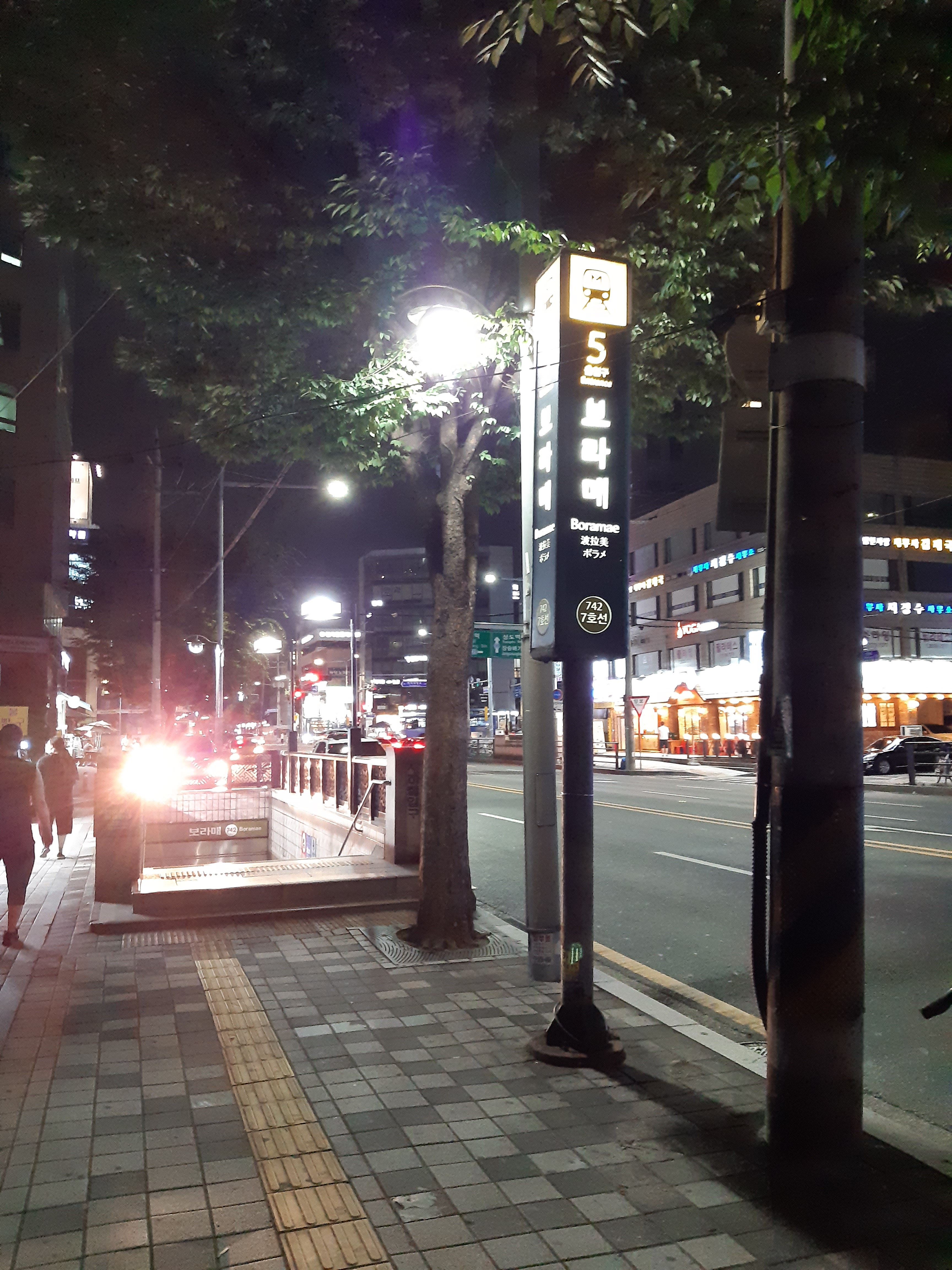
Lối ra 5
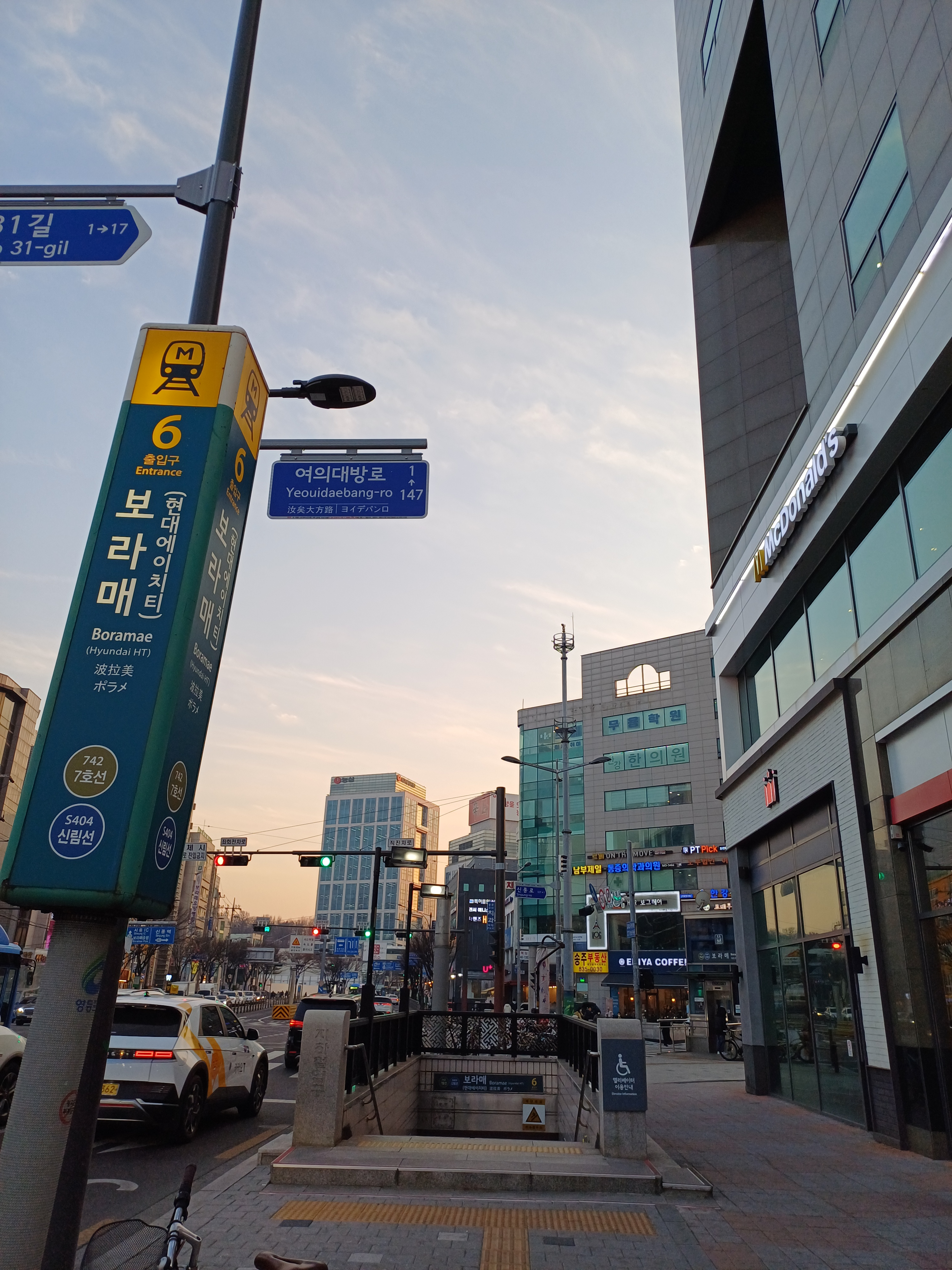
Lối ra 6
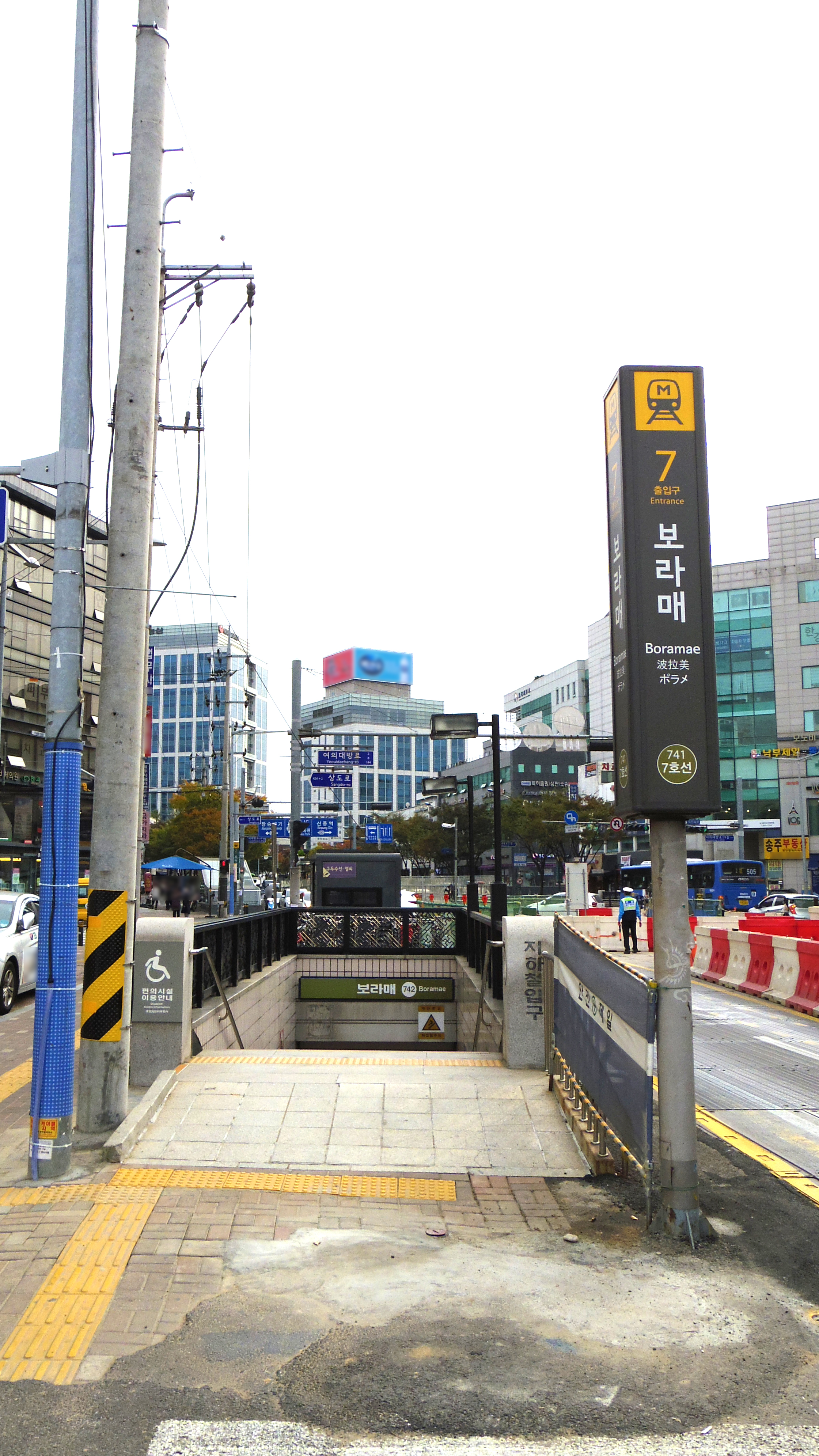
Lối ra 7
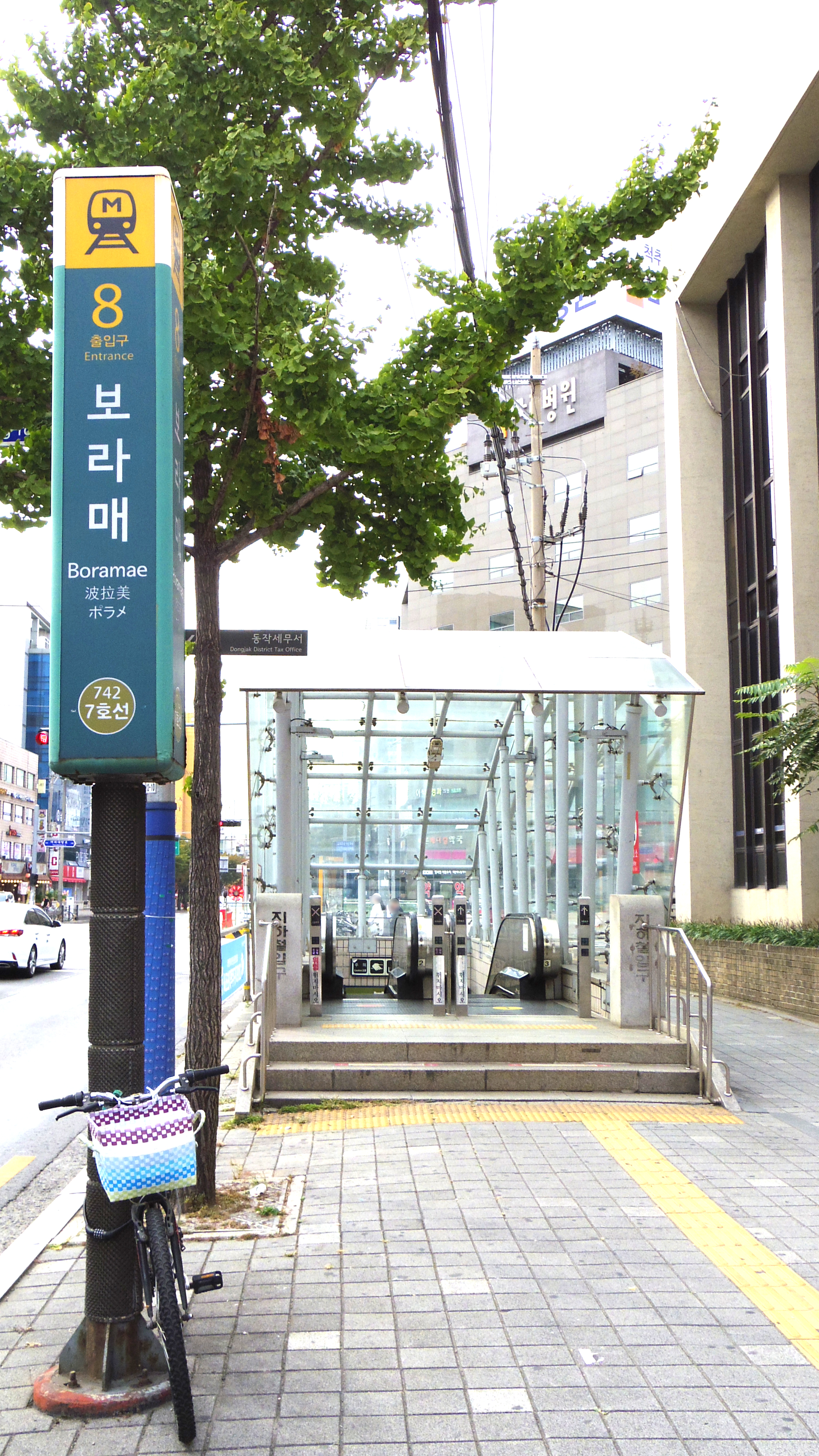
Lối ra 8
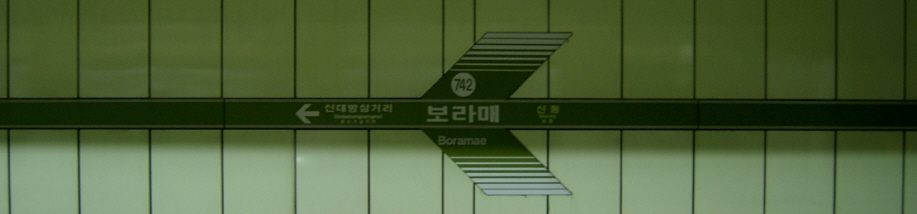
Bảng tên ga hình cánh
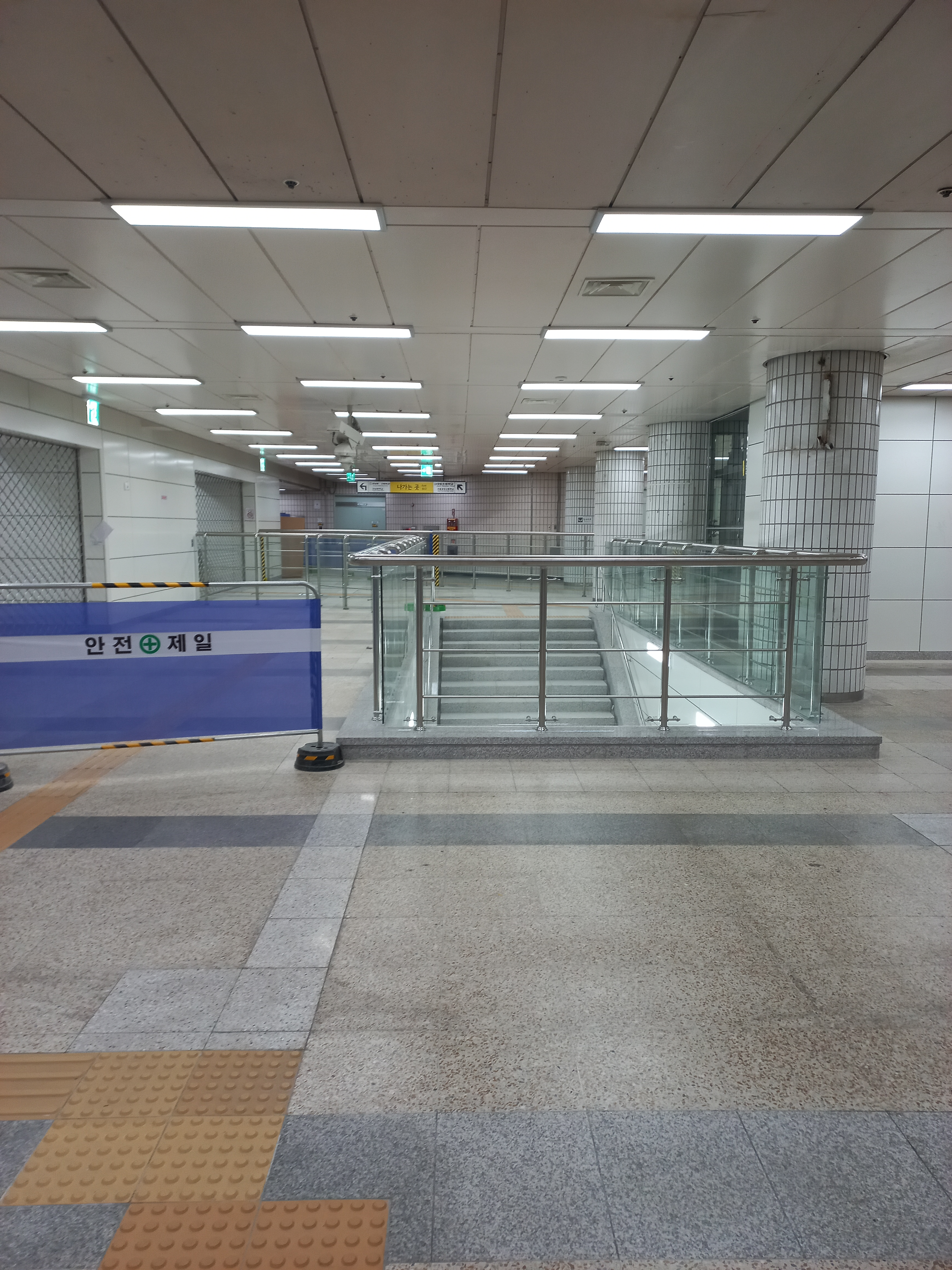
Lối đi chuyển tuyến
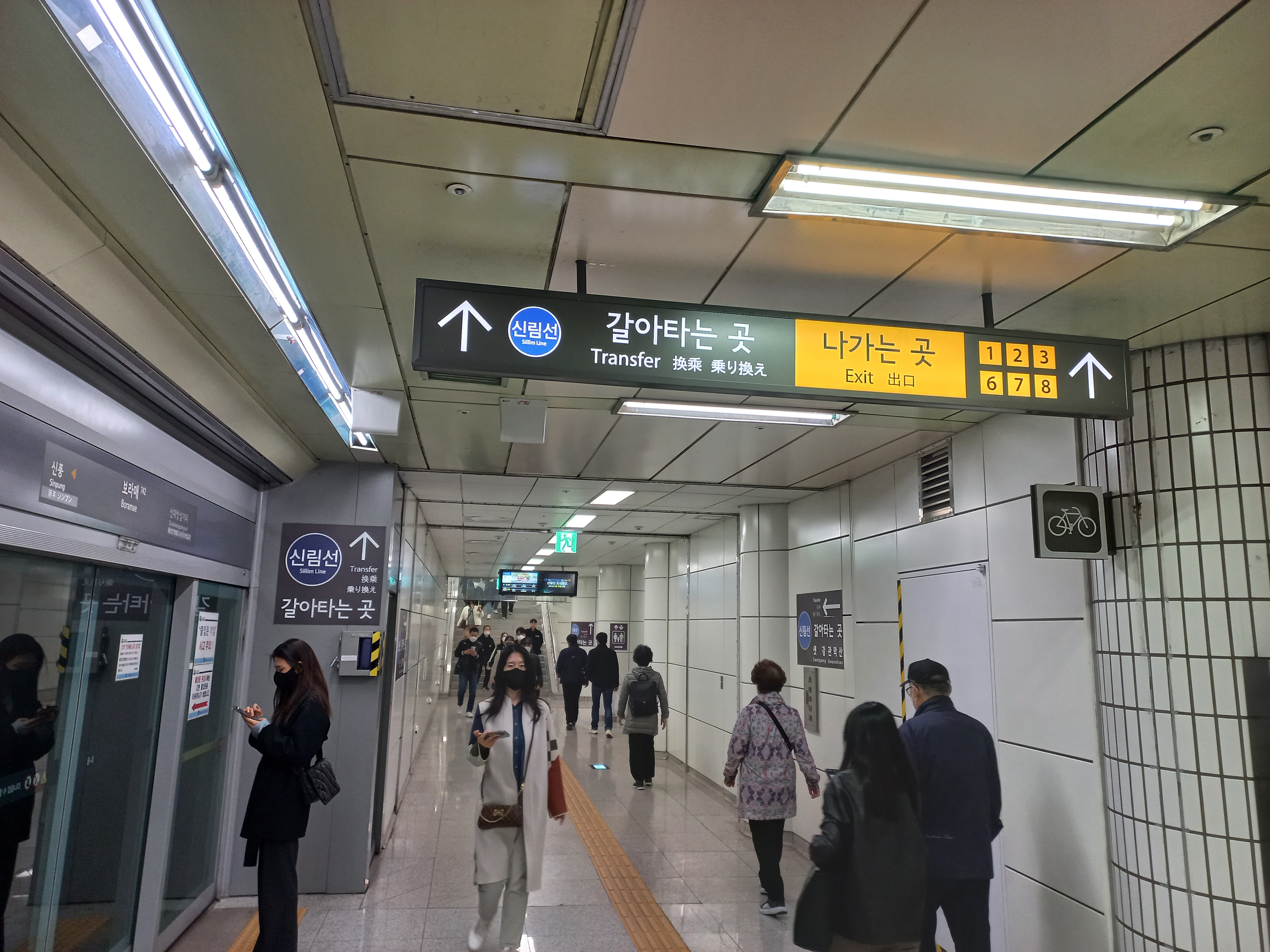
Lối đi chuyển tuyến 2